# Copa AFF Suzuki de 2012
A AFF Cup 2012, patrocinado pela Suzuki e oficialmente nomeada de Copa AFF Suzuki de 2012, foi a nona edição da Campeonato da ASEAN, o campeonato de futebol do Sudeste Asiático. Foi co-organizado pela Malásia e Tailândia e foi disputada entre os dias de 24  de novembro e 22 de dezembro de 2012.
Singapura tornou-se a primeira seleção a vencer o Campeonato da ASEAN quatro vezes, derrotando a Tailândia por 3 a 2 no placar agregado da final. O treinador de Singapura Radojko Avramović também se tornou o treinador mais bem sucedido na história do torneio, somando-se suas vitórias em 2004 e 2007.

## Sedes
Em 17 de dezembro de 2010, a Federação de Futebol da Filipina declarou seu interesse em sediar a Copa AFF Suzuki de2012. No entanto, sem outro interesse relatado e após uma reunião do Conselho da AFF em 19 de fevereiro de 2011, a Malásia e a Tailândia foram anunciadas como anfitriões da competição.

## Estádios
Havia dois locais principais para a disputa dos jogos: o Estádio Nacional Bukit Jalil em Kuala Lumpur e o Estádio Rajamangala em Banguecoque. Os locais secundários eram o Estádio Shah Alam em Shah Alam, Estado Selangor e no Estádio Suphachalasai em Banguecoque para a última rodada de jogos do grupo em 30 de novembro e 1 de dezembro. O Estádio Supachalasai substituiu o Estádio SCG como sede alternativa para o dia do jogo da final do Grupo A, em 27 de novembro, depois de ter sido substituído pelo Estádio Muang Thong em 17 de outubro. Como a Tailândia chegou às semifinais e finais, seus jogos em casa foram disputados no Estádio Supachalasai. Filipinas e Singapura também sediaram jogos devido a disputarem a fase eliminatória. As Filipinas mandou seus jogos no Estádio Rizal Memorial em Manila, a primeira vez que um jogo da Copa AFF Suzuki foi realizada nas Filipinas e Singapura hospedada no Estádio Jalan Besar.
| Kuala Lumpur                 | Shah Alam              | Bangkok             |
| ---------------------------- | ---------------------- | ------------------- |
| Estádio Nacional Bukit Jalil | Estádio Shah Alam      | Estádio Rajamangala |
| Capacidade: 100.000          | Capacidade: 80.000     | Capacidade: 65.000  |
| Estádio Nacional Bukit Jalil | Estádio Shah Alam      | Estádio Rajamangala |
| Bangkok                      | Manila                 | Singapura           |
| Estádio Suphachalasai        | Estádio Rizal Memorial | Estádio Jalan Besar |
| Capacidade: 25.000           | Capacidade: 12.873     | Capacidade: 8.000   |
| Estádio Suphachalasai        | Estádio Rizal Memorial | Estádio Jalan Besar |

## Eliminatórias

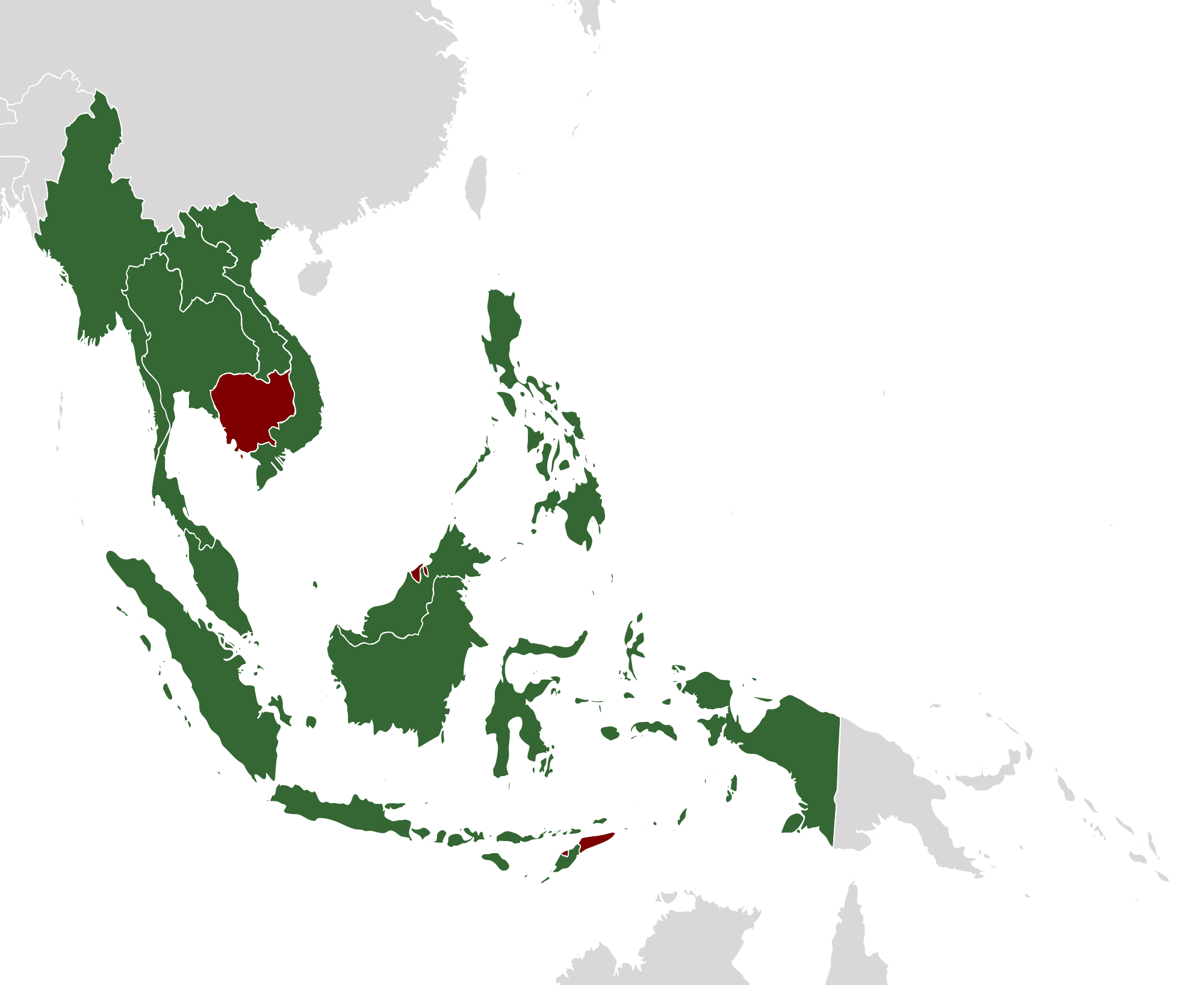
Equipes classificadas.
Equipes eliminadas.

As eliminatórias para a Copa AFF Suzuki de 2012 ocorreram de 5 a 13 de outubro de 2012. Envolveu as cinco equipes melhores ranqueadas no Sudeste Asiático. Todos os times jogaram em um formato de torneio de todos contra todos com as duas melhores equipes de qualificadas para o torneio. Seis equipes se classificaram diretamente para as finais.
| - Indonésia - Laos (Vice-campeão da eliminatória) - Malásia - Myanmar (Campeão da eliminatória) |  | - Filipinas - Singapura - Tailândia - Vietnã |

### Fase final
| Semifinais | Semifinais | Semifinais | Semifinais | Semifinais |  |    | Final     | Final     | Final | Final | Final |  |  |
|            |            |            |            |            |  |    |           |           |       |       |       |  |  |
| A2         | Filipinas  | 0          | 0          | 0          |  |    |           |           |       |       |       |  |  |
| B1         | Singapura  | 0          | 1          | 1          |  |    | B1        | Singapura | 3     | 0     | 3     |  |  |
| B2         | Malásia    | 1          | 0          | 1          |  | A1 | Tailândia | 1         | 1     | 2     |       |  |  |
| A1         | Tailândia  | 1          | 2          | 3          |  |    |           |           |       |       |       |  |  |

## Premiação
| Copa AFF Suzuki de 2012       |
| Singapura                     |
| ----------------------------- |
| SINGAPURA Campeão (4º título) |